# Uppe Angst
Uppe Angst (Plattdeutsch für ‚Auf der Angst‘) war vom Ende des 12. bis zum Ende des 17. Jahrhunderts die Gerichtsstätte des Gohs Hollerland in Bremen und bezeichnet heute eine nach diesem historischen Ort benannte Straße im Bremer Stadtteil Oberneuland (an der Grenze zu Horn-Lehe).

## Vorgeschichte
Im 12. Jahrhundert kam eine Gruppe Siedler aus Utrecht nach Bremen, denen von Erzbischof Friedrich I. ein bislang unbewirtschafteter Landstrich östlich von Bremen überlassen wurde, den sie mit ihrer Erfahrung in der Entwässerung sumpfiger Böden urbar machten. In der Folge wurden weitere holländische Siedler angeworben und in mehreren Schritten dieser sogenannten „Hollerkolonisation“ große Teile des Bremer Umlandes besiedelt und kultiviert.

## Das Gogericht
Im Jahr 1181 gewährte Erzbischof Siegfried I. holländischen Zuwanderern für die Kolonisierung von Overnigelant diverse Privilegien, wie das eigenständige Ausüben der weltlichen Gerichtsbarkeit in ihrem Bereich. Das so geschaffene Landgericht des Gohs Hollerland wurde alle sechs Wochen einberufen und war für Erbstreitigkeiten, Grundstücksfragen und Kapitalverbrechen zuständig. Zu den Gerichtstagen hatte alle Mitglieder der Bauernschaft zu erscheinen, wenn der Termin fristgerecht drei Tage zuvor angekündet worden war. Für verspätetes Erscheinen wurde ein Bußgeld von 8 Schilling verhängt, für das Anzetteln eines Streits oder die Schmähung anderer während der Verhandlungen waren 60 Schilling Strafe zu zahlen. Der Gograf (Richter) leitete lediglich die Verhandlung, das eigentliche Urteil sprach ein Urteilsfinder, ein angesehenes, meist älteres Mitglied der Gemeinde, das vor der Urteilsfindung die Meinungen der Anwesenden einholte.
Zum ersten Gograf des Hollerlandes wurde 1181 Alardus, genannt „von Bremen“, aus einer Ministerialen-Familie durch direkte Belehnung durch den Erzbischof bestimmt. Danach lag das Richteramt als Erbtitel längere Zeit bei dem bremischen Rittergeschlecht der Monik (Monnik) bzw. von der Helle (van der Helle), später erhielt der Goh das Recht, eines der Mitglieder dieser Familie eigener Wahl zum Gografen zu bestimmen. Überliefert sind 1379 Lippold Hinrich, Sohn des Monnik, 1400 Hinrich von der Helle und 1404 Conrad Clencke. Mit zunehmenden Einfluss des Bremer Rates auf das Umland wurde ab 1500 durchgesetzt, dass ein Ratsherr zum Gografen zu wählen sei.

## Die Gerichtsstätte
Die Verhandlungen des Gerichts wurden unter freien Himmel Auf dem Rüten abgehalten, einer Weide an der Grenze der vier Kirchspiele Horn, Lehe, Rockwinkel und Oberneuland, in direkter Nachbarschaft des Gutes zum Schorf (später Gut Landruhe genannt). Hier standen vier großen Eichen in einem Rechteck angeordnet, die den sogenannten „Richtstuhl“ bildeten. Zwischen den Bäumen wurden an den Gerichtstagen Tische, Stühle und Bänke aufgestellt, an denen der Gograf und die Hauptbeteiligten Platz nahmen. Im Laufe der Zeit bürgerte sich der Name Uppe Angst für diese Stätte ein, auch wenn die Urteile hier nur gesprochen, nicht vollstreckt wurden – als Richtplatz für Todesstrafen diente im Bremer Gebiet bis 1811 der Galgenberg in Walle. Bis 1678 tagte das hollerländer Gericht regelmäßig an dieser Stätte, dann wurde es nach Bremen verlegt.

## Was blieb

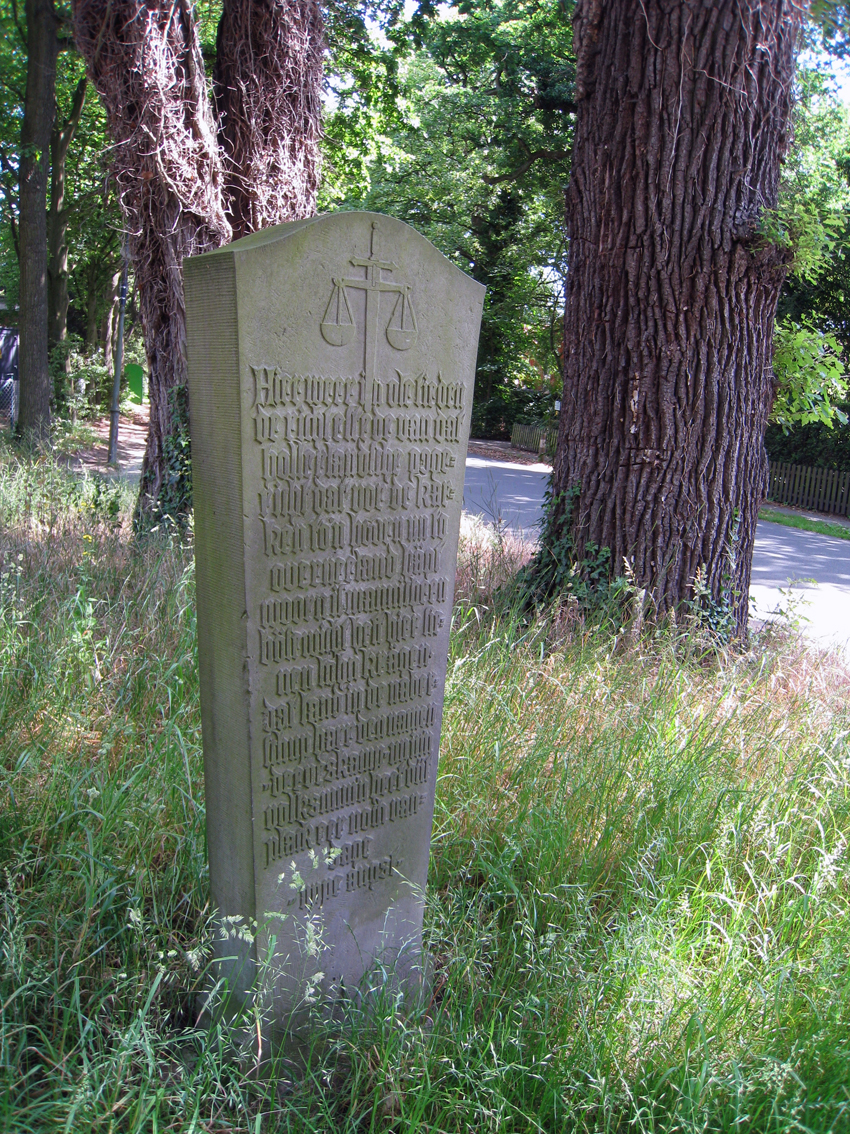
Uppe-Angst-Gedenkstein

### Die Bäume
Ende des 18. Jahrhunderts standen von den vier ursprünglichen Eichen des Richtstuhls noch drei – wie auch das zeitgenössische Gemälde von Johann Heinrich Menken aus dem Jahr 1800 zeigt. Diese Bäume wurden 1803 „von unbefugter Hand“ gefällt, woraufhin Bürgermeister Christian Abraham Heineken am 7. April des gleichen Jahres drei neue Bäume pflanzen ließ. Im Jahr 1909 standen hier diese drei Eichen sowie zwei jüngere Bäume (Robinien).

### Der Gedenkstein
Am 6. Dezember 1955 wurde vom Baudenkmalpfleger Gustav Ulrich ein Gedenkstein für die Gerichtsstätte aufgestellt, er trägt die plattdeutsche Inschrift:

“Hier weer in ole Tieden de Richtestede von dat hollerlandsche Gogericht, dat vor de Karken ton Hoorn und to Overneeland hägt woorn is. Mannicheen Bosewicht hett hier sienen Lohn krägen. Dat Land in de Naberschub harr den Namen Deeveskamp’ un in’n Volksmun’n heet düt Plack Eer noch vondage uppe Angst.”

„An diesem Ort war die Richtstätte des hollerländischen Gogerichts, das vor den Kirchen zu Horn und Oberneuland gehegt wurde. Mancher Bösewicht hat hier seinen Lohn bekommen. Benachbarte Fluren führten den Namen Diebeskamp, und der Volksmund nennt diesen Fleck Erde noch heute Uppe Angst.“

### Die Straßennamen
Neben dem Straßennamen Uppe Angst (an der Kreuzung Am Rüten, Leher Heerstraße und Oberneulander Heerstraße gelegen) erinnern heute auch die benachbarten Bezeichnungen Richtepad (‚Richtpfad‘) und Devekamp (‚Diebesfeld‘) an die ehemalige Gerichtsstätte.

### Die Legende
Laut einer alten Bremer Legende soll der ehemalige Gograf Doctor Schumacher, der wegen seiner ungerechten Urteile und seiner Bestechlichkeit den Oberneuländern besonders verhasst war und der „Blutrichter“ oder „Blutschreiber“ genannt wurde, zur Strafe für seine Sünden jedes Jahr in der Nacht vom 31. August auf den 1. September mit seinem Kopf mit rotglühenden Augen unter dem Arm bei Uppe Angst umherspuken.